# No Surrender (musikalbum)
No Surrender är ett studioalbum av den maltesiska sångaren Fabrizio Faniello. Det gavs ut den 19 april 2011 och innehåller 13 låtar.

## Låtlista
| Nr  | Titel                      | Längd |
| --- | -------------------------- | ----- |
| 1.  | No Surrender               | 3:36  |
| 2.  | I No Can Do                | 3:50  |
| 3.  | I Will Stand By You        | 3:27  |
| 4.  | The Hardest Thing          | 3:47  |
| 5.  | Know Me Better             | 4:02  |
| 6.  | Let Me In                  | 3:20  |
| 7.  | My Heart Is Asking You     | 3:45  |
| 8.  | Human                      | 3:17  |
| 9.  | Something Real             | 3:30  |
| 10. | Iconic                     | 3:01  |
| 11. | Don't Wanna Play Your Game | 3:37  |
| 12. | No Surrender (Radio Mix)   | 3:03  |
| 13. | Jekk Hemm Tama             | 3:44  |